# Tenjin-Minami (métro de Fukuoka)
Tenjin-minami (天神南駅, Tenjinminami-eki) est une station de la ligne Nanakuma du métro de Fukuoka. Elle est située dans l'arrondissement de Chūō à Fukuoka au Japon.

## Situation sur le réseau
Établie en souterrain, Tenjin-minami est située au point kilométrique (PK) 12,0 de la ligne Nanakuma. Elle est située entre la station Watanabe-dori, en direction du terminus ouest Hashimoto, et la station Kushida-jinja-mae, en direction du terminus est Hakata.

## Histoire
La station Tenjin-minami est mise en service le 3 février 2005, lors de l'ouverture à l'exploitation des 12 km, avec 16 stations, de la ligne entre Tenjin-minami et Hashimoto.

## Services aux voyageurs

### Accès et accueil
La station est ouverte tous les jours.

### Desserte
Tenjin-minami est desservie par les rames de la ligne Nanakuma : 
- voie 1 : direction Hakata
- voie 2 : direction Hashimoto

Installations et desserte
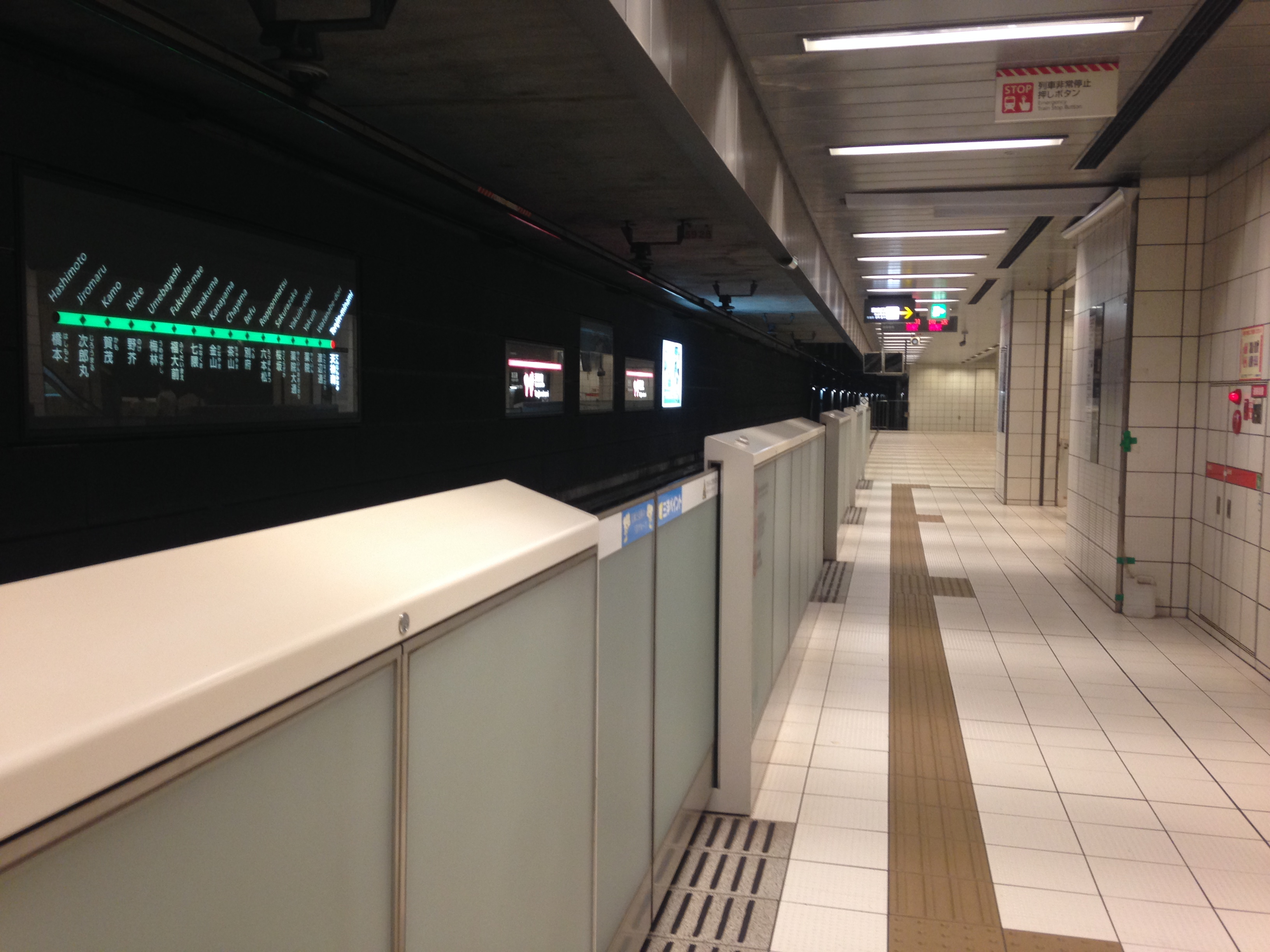
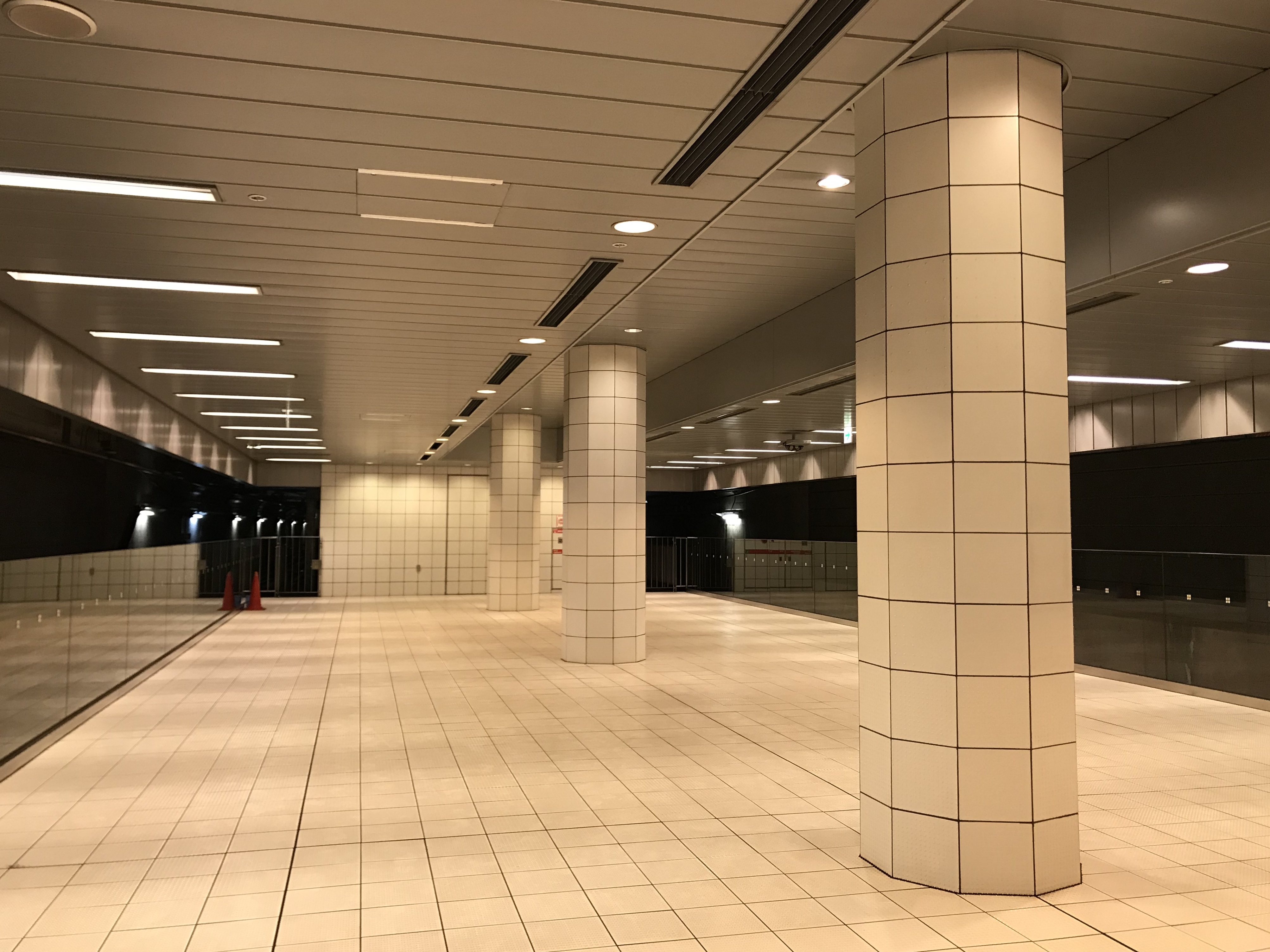
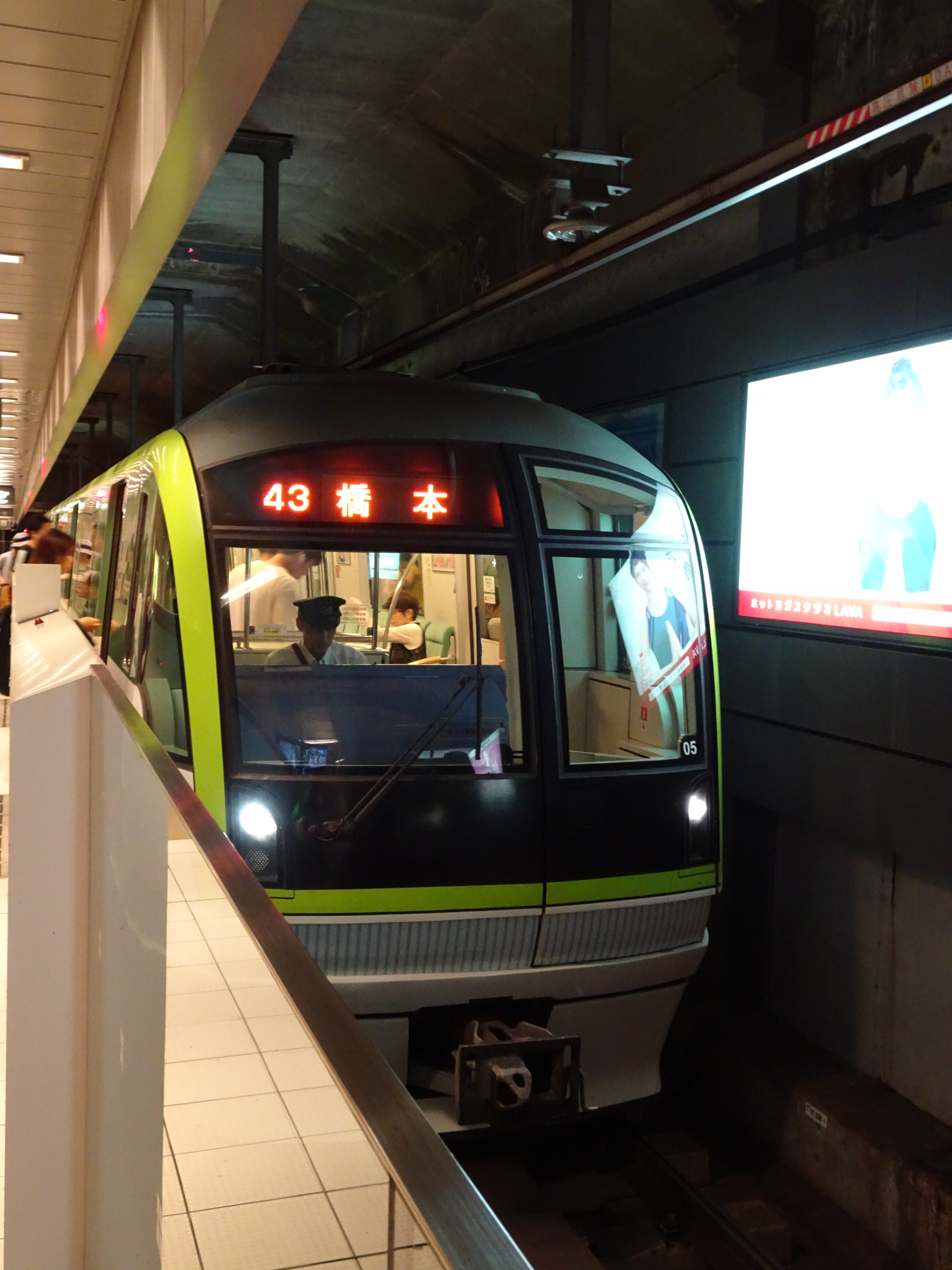

### Intermodalité
Une correspondance est possible avec la station Tenjin de la ligne Kūkō. La gare de Nishitetsu Fukuoka (Tenjin) est située à proximité.

## À proximité
- Tenjin